# Mantispa luederwaldti
Mantispa luederwaldti är en insektsart som beskrevs av Günther Enderlein 1910. Mantispa luederwaldti ingår i släktet Mantispa och familjen fångsländor. Inga underarter finns listade i Catalogue of Life.